# Napas
Napas (thường được viết cách điệu thành NAPAS hay napas; viết tắt cho National Payment Services, n.đ. 'Dịch vụ Thanh toán Quốc gia') là thương hiệu thẻ quốc gia do Công ty Cổ phần Thanh toán Quốc gia Việt Nam (Napas Corporation; tiếng Anh: National Payment Corporation of Vietnam, n.đ. 'Tổng Công ty Thanh toán Quốc gia Việt Nam') phát triển, vận hành và duy trì. Đây là doanh nghiệp được thành lập từ năm 2004, trên cơ sở đổi tên từ Công ty Cổ phần Chuyển mạch Tài chính Quốc gia Việt Nam sau khi hoàn thành sáp nhận doanh nghiệp với Công ty Cổ phần Dịch vụ Thẻ Smartlink. NAPAS là đơn vị trung gian thanh toán được Ngân hàng Nhà nước cấp phép cung ứng dịch vụ chuyển mạch tài chính và dịch vụ bù trừ điện tử tại Việt Nam.

## Lịch sử
Những năm 2000, Việt Nam bắt đầu đẩy mạnh việc chuyển tiền lương qua thẻ, bước đầu khuyến khích người dân chuyển từ thói quen thanh toán, tích trữ tiền mặt sang sử dụng thẻ. Nhưng vấn đề là mỗi ngân hàng có mỗi hệ thống thẻ riêng của họ, thẻ ATM do ngân hàng này phát hành sẽ không thể rút ở cây ATM ngân hàng khác nên không tiện cho người sử dụng, chưa kể những rắc rối phát sinh khi không thể sử dụng thẻ để cà khi mua hàng. Thế nên các ngân hàng Việt Nam mới nghĩ đến việc bắt tay cùng nhau mở ra các liên minh nhằm giúp tháo gỡ nút thắt.
Napas được hình thành là do sự sáp nhập của các liên minh ngân hàng tại Việt Nam. Vào tháng 11/2012 hai liên minh lớn là Smartlink, Banknetvn đã thống nhất gộp lại và định giá tài sản. Tới ngày 22/12/2014, Thủ tướng cho phép Banknetvn và Smartlink được phép sáp nhập lại với nhau và vào ngày 25/12/2014, Banknetvn và Smartlink chính thức ký hợp đồng sáp nhập.
Khi điều kiện cuối cùng và quan trọng nhất đã được thông qua, Công ty Cổ phần Thanh toán quốc gia được thành lập với cổ đông lớn nhất là Ngân hàng Nhà nước Việt Nam để kiểm soát và điều hành hoạt động của công ty này. Việc hai liên minh thẻ hợp tác với nhau giúp người dùng thanh toán thẻ mọi lúc mọi nơi miễn là cửa hàng có máy quẹt thẻ ATM, việc rút tiền cũng dễ dàng hơn vì có thể rút ở bất kì cây ATM nào, chuyện chuyển tiền qua lại giữa các khách hàng cũng tiện lợi hơn. Người tiêu dùng được hưởng lợi nhiều nhất, bản thân các ngân hàng cũng có lợi do người dùng thấy tiện hơn thì sẽ làm thẻ nhiều hơn, chi tiêu bằng thẻ gia tăng, lòng trung thành với ngân hàng cũng tăng.
Ngày 24/04/2016, Công ty Cổ phần Thanh toán quốc gia ra mắt thương hiệu thẻ quốc gia - NAPAS (National Payment Services). Ngân hàng Nhà nước đề ra chủ trương gộp hết tất cả thẻ nội địa trên thị trường lại thành thương hiệu NAPAS đặt bên cạnh thương hiệu của ngân hàng phát hành để giúp người dùng nhận biết dễ hơn, việc truyền thông cho khách hàng biết về việc thanh toán, rút tiền, chuyển tiền liên ngân hàng cũng dễ dàng hơn vì bây giờ có một cái tên chung để nói về. Các khoản tiền đầu tư giờ cũng chỉ cần chi ở một nơi, hạn chế lãng phí và NAPAS có thể dùng các khoản tiền đó cho những thứ hữu ích hơn.